# Pays-Bas au Concours Eurovision de la chanson 2025
 (février 2025).
Motif : Cf. Discussion:France au Concours Eurovision de la chanson 2025/Admissibilité
- Archive Wikiwix
- Bing
- Cairn
- DuckDuckGo
- E. Universalis
- Gallica
- Google
- G. Books
- G. News
- G. Scholar
- Persée
- Qwant
- (zh) Baidu
- (ru) Yandex
- (wd) trouver des œuvres sur Wikidata

| 1. | Préciser le motif de la pose du bandeau. | Précisez le motif de la pose du bandeau en utilisant la syntaxe suivante : {{admissibilité à vérifier\|date=août 2025\|motif=remplacez ce texte par le motif}}                                                          |
| 2. | Informer les utilisateurs concernés.     | Pensez à avertir le créateur de l'article, par exemple, en insérant le code ci-dessous sur sa page de discussion : {{subst:avertissement admissibilité à vérifier\|Pays-Bas au Concours Eurovision de la chanson 2025}} |

Les Pays-Bas sont l'un des trente-sept pays participants du Concours Eurovision de la chanson 2025, qui se déroule à Bâle en Suisse. Le pays est représenté par le chanteur Claude, sélectionné en interne par le diffuseur AVROTROS.

## Sélection
Après la disqualification de son candidat lors de l'Eurovision 2024, le diffuseur néerlandais AVROTROS laisse planer le doute sur sa participation à l'Eurovision 2025, la conditionnant à « des ajustements structurels […] pour remettre les artistes et leur message musical au centre de l'attention »,. Le 23 octobre 2024, AVOTROS confirme sa participation et ouvre la période de dépôt des candidatures pour les artistes, qui dure jusqu'au 22 novembre,. Joost Klein, à qui le diffuseur avait proposé de participer à nouveau, décline l'offre,. Au terme de la période de dépôts, 331 candidatures sont enregistrées, dont celles de Gerard Joling (Eurovision 1988), Anouk (Eurovision 2013) et Douwe Bob (Eurovision 2016),,. 
Un comité de sélection détermine ensuite le représentant du pays. Il se compose de:
- Jacqueline Govaert, chanteuse et pianiste néerlandaise ;
- Jaap Reesema, chanteur néerlandais ;
- Carolien Borgers, animatrice radio, chanteuse et comédienne de doublage néerlandaise  ;
- Hila Noorzai, présentatrice, chroniqueuse et animatrice radio néerlandaise ;
- Cornald Maas, animateur de télévision néerlandais ;
- Sander Lantinga, DJ radio.

Le 19 décembre 2024, le diffuseur annonce que Claude a été sélectionné pour représenter les Pays-Bas à Bâle,. Le même jour, lors d'une interview dans le talk-show Eva diffusé sur NPO 1, Claude révèle que sa chanson est bilingue.Il ajoute qu'il l'a écrite avec Arno Krabman, Joren van der Voort et Léon Palmen et qu'elle sera présentée en mars 2025. 
Le 26 février 2025, alors qu'elle doit sortir le lendemain, des extraits de sa chanson C'est la vie !  (interprétée en français et en anglais) fuitent sur les réseaux sociaux. Le 27 février, la chanson en intégralité et le clip sont postés sur la chaîne YouTube du concours.  

## À l'Eurovision
À l'Eurovision, Claude se produit lors de la deuxième demi-finale qui a lieu le 13 mai 2025 et se qualifie pour la finale du 17 mai,. Lors de la finale, il se produit à la 12e place dans l'ordre de passage entre la Lettonie et la Finlande, et termine à la 12e place avec 175 points. 

### Votes
Les membres du jury néerlandais sont: 
- Gaia Aikman, chanteuse et actrice;
- Ronald de Bas, manager artistique;
- Dennis van Leeuwen, guitariste;
- Quinty Misiedjan, créatrice de contenu multimédia;
- Fris Spits, animateur de radio.

#### Points attribués par les Pays-Bas
Finale
| 12 points | Autriche   |
| 10 points | Suisse     |
| 8 points  | Suède      |
| 7 points  | Portugal   |
| 6 points  | Luxembourg |
| 5 points  | Israël     |
| 4 points  | Lituanie   |
| 3 points  | Lettonie   |
| 2 points  | France     |
| 1 point   | Albanie    |

| 12 points | Israël    |
| 10 points | Pologne   |
| 8 points  | Estonie   |
| 7 points  | Suède     |
| 6 points  | Finlande  |
| 5 points  | Grèce     |
| 4 points  | Ukraine   |
| 3 points  | Autriche  |
| 2 points  | Italie    |
| 1 point   | Allemagne |

#### Points attribués aux Pays-Bas
Les Pays-Bas reçoivent un total de 175 points: 133 du jury et 42 du télévote.